# Troy Baker
Troy E. Baker (Dallas, 1 april 1976) is een Amerikaans acteur en stemacteur. Hij is vooral bekend voor zijn rol als Joel in The Last of Us, Booker DeWitt in BioShock Infinite, Joker in Batman: Arkham Origins, Talion in Middle-earth: Shadow of Mordor, Middle-earth: Shadow of War, Jack Mitchell in Call of Duty: Advanced Warfare, Pagan Min in Far Cry 4, Revolver Ocelot in Metal Gear Solid: The Phantom Pain en Samuel Drake in Uncharted 4: A Thief's End en Uncharted: The Lost Legacy.

## Biografie
Baker werd geboren in Dallas, Texas, op 1 April 1976. Baker is getrouwd met fotograaf Pamela Walworth, en hebben samen een zoon.

## Filmografie

### Anime
| Jaar | Titel                                 | Rol                                    |
| ---- | ------------------------------------- | -------------------------------------- |
| 2004 | Case Closed                           | Gin                                    |
| 2005 | Gunslinger Girl                       | Alfonso                                |
| 2005 | Baki the Grappler                     | Katou, Rob Robinson, Copperhead        |
| 2005 | The Galaxy Railways                   | Wataru Yuuki                           |
| 2005 | Fullmetal Alchemist                   | Frank Archer                           |
| 2005 | Yu Yu Hakusho                         | Shunjun                                |
| 2006 | Desert Punk                           | Makoto                                 |
| 2006 | Negima!                               | Nagi Springfield                       |
| 2006 | Basilisk: The Kōga Ninja Scrolls      | Kouga Gennosuke                        |
| 2006 | Trinity Blood                         | Abel Nightroad                         |
| 2006 | MoonPhase                             | Count Kinkel                           |
| 2006 | Ergo Proxy                            | Kazkis Hauer, Soldier B                |
| 2006 | Black Cat                             | Jenos Hazard                           |
| 2007 | Peach Girl                            | Toru, Honda                            |
| 2007 | Suzuka                                | Coach                                  |
| 2008 | Naruto                                | Yashiro Uchiha, Renga, Hokushin        |
| 2008 | The Third: The Girl with the Blue Eye | Leon                                   |
| 2008 | Shin Chan                             | Action Bastard                         |
| 2008 | One Piece                             | Helmeppo, Ohm                          |
| 2008 | Bleach                                | Jin Kariya                             |
| 2008 | Code Geass series                     | Schneizel el Britannia                 |
| 2008 | Tsubasa: Reservoir Chronicle          | Kyle, Kusanagi                         |
| 2008 | Darker than Black                     | November 11, Jack Simon                |
| 2009 | Naruto: Shippuden                     | Yamato, Pain                           |
| 2009 | Monster                               | Jaromir Lipsky, Heinz                  |
| 2010 | Soul Eater                            | Excalibur, White Star                  |
| 2010 | Mobile Suit Gundam Unicorn            | Syam Vist                              |
| 2010 | Slayers Revolution                    | Zuuma                                  |
| 2010 | Slayers Evolution-R                   | Radok, Zuuma                           |
| 2010 | Stitch!                               | Ace (Experiment 262)                   |
| 2010 | Vampire Knight Guilty                 | Akatsuki Kain                          |
| 2010 | Eden of the East                      | Ryosuke Morimi                         |
| 2011 | Fullmetal Alchemist: Brotherhood      | Greed                                  |
| 2011 | Kekkaishi                             | Madarao, Kaguro                        |
| 2011 | Marvel Anime                          | Koichi Kaga, Sublime, Noah van Helsing |
| 2012 | Persona 4: The Animation              | Kanji Tatsumi                          |
| 2018 | Baki                                  | Baki Hanma                             |

### Animatie
| Jaar | Titel                                          | Rol |
| ---- | ---------------------------------------------- | --- |
| 2006 | Mr. Meaty                                      | Mr. Wink |
| 2010 | Generator Rex                                  | Van Kleiss, Biowulf, Roswell, others |
| 2010 | Scooby-Doo! Mystery Incorporated               | Blue Falcon, Red Humonganaut, Krod, Vronsky, Dreamweaver, Radley                                                                             |
| 2010 | The Avengers: Earth's Mightiest Heroes         | Whirlwind, Grey Gargoyle, Clay Quartermain, Blizzard, Constrictor, Robbie Robertson, Ulik, Michael Korvac, Groot, Major Talbot, Eric O'Grady |
| 2010 | Monster High                                   | Mr. Lou Zarr |
| 2011 | G.I. Joe: Renegades                            | Dr. Kurt Schnurr, Airtight |
| 2011 | Regular Show                                   | Dr. Langer, Park Avenue, Maximum Glove, Klorgbane the Destroyer, Griswald, Bert Coleman, Burl, Gene Hazard                                   |
| 2012 | Ultimate Spider-Man                            | Loki Hawkeye, Montana, Eitri, Shocker |
| 2012 | NFL Rush Zone: Season of the Guardians         | Wild Card, Warren, Coach Wildwood, Charles Reynolds                                                                                          |
| 2013 | Avengers Assemble                              | Clint Barton/Hawkeye, Loki, Space Phantom |
| 2013 | Lego Marvel Super Heroes: Maximum Overload     | Loki |
| 2014 | Hulk and the Agents of S.M.A.S.H.              | Loki |
| 2014 | Clarence                                       | Troy, Keith Mack, Laser Game Voice |
| 2015 | Transformers: Robots in Disguise               | Steeljaw, Vector Prime |
| 2015 | Yu-Gi-Oh!: Game On                             | Rafael, Roland, Gansley |
| 2015 | Batman Unlimited                               | Joker |
| 2015 | Lego Marvel Super Heroes: Avengers Reassembled | Hawkeye |
| 2016 | Guardians of the Galaxy                        | Loki, Hermod |
| 2016 | Be Cool, Scooby-Doo!                           | Jester |
| 2017 | Justice League Action                          | Hawkman, Jonas Glim, Kanto |
| 2017 | Ben 10                                         | Lord Decibel |
| 2018 | The Epic Tales of Captain Underpants           | Meerdere Rollen |
| 2019 | Amphibia                                       | Captain Grime |
| 2019 | American Dad!                                  | Ernie |
| 2019 | Young Justice: Outsiders                       | Geo-Force, Guy Gardner, Dr. Simon Ecks |

### Films
| Jaar | Title                                                                     | Rol                                        |
| ---- | ------------------------------------------------------------------------- | ------------------------------------------ |
| 2008 | The Sky Crawlers                                                          | Naofumi Tokino                             |
| 2008 | xxxHolic: A Midsummer Night's Dream                                       | Young Man                                  |
| 2008 | The Blue Elephant                                                         | Marong, Young Prince Naresuan, Minchit Sra |
| 2011 | Real Steel                                                                | Bluebot, Midas, Camelot                    |
| 2012 | Ben 10: Destroy All Aliens                                                | Azmuth's Father, Boy Student               |
| 2012 | Delhi Safari                                                              | Tiger                                      |
| 2012 | Tales of Vesperia: The First Strike                                       | Yuri Lowell                                |
| 2012 | Scooby-Doo! Spooky Games                                                  | Sergey Plotnikov                           |
| 2012 | Sengoku Basara: The Last Party                                            | Ishida Mitsunari                           |
| 2013 | Iron Man: Rise of Technovore                                              | Hawkeye, J.A.R.V.I.S.                      |
| 2013 | Lego Batman: The Movie – DC Super Heroes Unite                            | Batman, Two-Face, Brainiac                 |
| 2013 | Scooby-Doo! Stage Fright                                                  | Phantom, Lance Damon                       |
| 2014 | Batman: Assault on Arkham                                                 | Joker                                      |
| 2014 | Lego DC Comics: Batman Be-Leaguered                                       | Batman                                     |
| 2015 | Lego DC Comics Super Heroes: Justice League vs. Bizarro League            | Batman, Batzarro                           |
| 2015 | Batman vs. Robin                                                          | Court of Owls Lieutenant                   |
| 2015 | Batman Unlimited: Monster Mayhem                                          | Joker                                      |
| 2015 | Lego DC Comics Super Heroes: Justice League: Attack of the Legion of Doom | Batman                                     |
| 2015 | The Last: Naruto the Movie                                                | Pain                                       |
| 2016 | Lego DC Comics Super Heroes: Justice League: Cosmic Clash                 | Batman                                     |
| 2016 | Lego DC Comics Super Heroes: Justice League: Gotham City Breakout         | Batman                                     |
| 2016 | Batman Unlimited: Mechs vs. Mutants                                       | Joker                                      |
| 2018 | Lego DC Comics Super Heroes: The Flash                                    | Batman                                     |
| 2018 | Lego DC Comics Super Heroes: Aquaman: Rage of Atlantis                    | Batman                                     |
| 2019 | Batman vs. Teenage Mutant Ninja Turtles                                   | Batman, Joker                              |
| 2020 | Lego DC: Shazam!: Magic and Monsters                                      | Batman                                     |

### Videogames
| Jaar | Titel                                       | Rol |
| ---- | ------------------------------------------- | --- |
| 2004 | BloodRayne 2                                | Severin, Kagan |
| 2005 | Fullmetal Alchemist and the Broken Angel    | Outlaw Alchemist |
| 2005 | Brothers in Arms: Road to Hill 30           | Sgt. Matt Baker |
| 2005 | Brothers in Arms: Earned in Blood           | Sgt. Matt Baker |
| 2005 | Race Car Driver                             | Announcer, Narrator                                                                                                 |
| 2005 | Æon Flux                                    | Trevor Goodchild, Keller, Svengali, Soldiers                                                                        |
| 2007 | Trauma Center: New Blood                    | Meerdere Rollen |
| 2008 | Tales of Vesperia                           | Yuri Lowell |
| 2008 | Brothers in Arms: Hell's Highway            | Matt Baker |
| 2008 | Golden Axe: Beast Rider                     | Axe |
| 2008 | Quantum of Solace                           | Supporting Cast |
| 2008 | Resistance 2                                | Major Richard Blake                                                                                                 |
| 2008 | Age of Conan: Hyborian Adventures           | Conan, The Grey Leopard                                                                                             |
| 2008 | Persona 4                                   | Kanji Tatsumi |
| 2009 | Red Faction: Guerrilla                      | Alec Mason |
| 2009 | Star Wars: The Clone Wars – Republic Heroes | Kul Teska |
| 2009 | Call of Duty: Modern Warfare 2              | Joseph Allen, Royce, Scarecrow                                                                                      |
| 2010 | Darksiders                                  | Abaddon, Straga, Tortured Gate                                                                                      |
| 2010 | Army of Two: The 40th Day                   | US Elite |
| 2010 | Final Fantasy XIII                          | Snow Villiers |
| 2010 | Metal Gear Solid: Peace Walker              | Soldiers, Extras |
| 2010 | Transformers: War for Cybertron             | Jetfire, Zeta Prime                                                                                                 |
| 2010 | Ninety-Nine Nights II                       | Galen |
| 2010 | Clash of the Titans                         | Hades, Apollo, Soldiers                                                                                             |
| 2010 | Mafia II                                    | Civilians |
| 2010 | Valkyria Chronicles II                      | Dirk Gassenarl |
| 2010 | Quantum Theory                              | Shiro, Zolf |
| 2010 | Sengoku Basara: Samurai Heroes              | Mitsunari Ishida |
| 2010 | Naruto                                      | Yamato, Pain |
| 2010 | Cabela's Dangerous Hunts 2011               | Cole Rainsford |
| 2010 | Fable III                                   | Walla Voice Actors                                                                                                  |
| 2010 | Marvel Pinball                              | Moon Knight |
| 2010 | Call of Duty: Black Ops                     | Terrance Brooks |
| 2011 | Knights Contract                            | Johann Faust |
| 2011 | SOCOM 4: U.S. Navy SEALs                    | ClawHammer Commander, Officer                                                                                       |
| 2011 | Dead or Alive: Dimensions                   | Ryu Hayabusa |
| 2011 | Shadows of the Damned                       | N/A |
| 2011 | Catherine                                   | Vincent Brooks |
| 2011 | Disgaea 4: A Promise Unforgotten            | Valvatorez |
| 2011 | White Knight Chronicles II                  | Scardigne |
| 2011 | Batman: Arkham City                         | Tim Drake / Robin, Two-Face                                                                                         |
| 2011 | Kinect Sports: Season Two                   | Football Commentator                                                                                                |
| 2011 | Generator Rex: Agent of Providence          | Biowulf, Van Kleiss                                                                                                 |
| 2011 | Saints Row: The Third                       | The Protagonist (Default Male Voice)                                                                                |
| 2011 | Ultimate Marvel vs. Capcom 3                | Nova |
| 2011 | Infinity Blade II                           | Siris |
| 2011 | Batman: Arkham City Lockdown                | Robin |
| 2011 | Star Wars: The Old Republic                 | Meerdere Rollen |
| 2012 | Final Fantasy XIII-2                        | Snow Villiers |
| 2012 | Binary Domain                               | Charles Gregory |
| 2012 | Mass Effect 3                               | Kai Leng |
| 2012 | Armored Core V                              | Migrant AC, Zodiac No. 3, Computer Voice #2                                                                         |
| 2012 | Silent Hill 2 HD                            | James Sunderland |
| 2012 | Ninja Gaiden 3                              | Ryu Hayabusa |
| 2012 | Kid Icarus: Uprising                        | Arlon, Pyrrhon |
| 2012 | Kinect Star Wars                            | Civilian |
| 2012 | Starhawk                                    | Rifters, Outcast Prisoner                                                                                           |
| 2012 | Diablo III                                  | Lyndon the Scoundrel                                                                                                |
| 2012 | Men in Black: Alien Crisis                  | Peter Delacoeur (Agent P), Sanchez                                                                                  |
| 2012 | Sorcery                                     | Dash |
| 2012 | Tom Clancy's Ghost Recon: Future Soldier    | Ghost 30K |
| 2012 | Unchained Blades                            | Fang |
| 2012 | Lego Batman 2: DC Super Heroes              | Batman, Two-Face, Sinestro, Brianiac, Hawkman                                                                       |
| 2012 | Steel Battalion: Heavy Armor                | Rainer |
| 2012 | Infex                                       | Baker |
| 2012 | Darksiders II                               | Draven, The Sleeping Warden, The Phariseer, The Abyssal Forge, The Lost Warden, Legion                              |
| 2012 | Transformers: Fall of Cybertron             | Jazz, Jetfire, Kickback                                                                                             |
| 2012 | Guild Wars 2                                | Logan Thackeray |
| 2012 | Resident Evil 6                             | Jake Muller |
| 2012 | Skylanders series                           | Sunburn, Brock, Rattle Shake                                                                                        |
| 2012 | Professor Layton and the Miracle Mask       | Meerdere Rollen |
| 2013 | God of War: Ascension                       | Orkos, Multiplayer Announcer                                                                                        |
| 2013 | The Walking Dead: Survival Instinct         | Aiden, Walker |
| 2013 | BioShock Infinite                           | Booker DeWitt |
| 2013 | Injustice: Gods Among Us                    | Nightwing, Sinestro, Atlantean Soldier                                                                              |
| 2013 | Metro: Last Light                           | English Voice Talent                                                                                                |
| 2013 | Unearthed: Trail of Ibn Battuta             | English Voiceover Cast                                                                                              |
| 2013 | Marvel Heroes                               | Nova (Richard Rider), Deadpool the Kid                                                                              |
| 2013 | The Last of Us                              | Joel Miller |
| 2013 | Saints Row IV                               | The President (Default Male Voice)                                                                                  |
| 2013 | Infinity Blade III                          | Siris |
| 2013 | LEGO Marvel Super Heroes                    | Fandral, Groot, Hawkeye, J.A.R.V.I.S., Loki, Moon Knight                                                            |
| 2013 | Batman: Arkham Origins                      | Joker (Batman)The Joker                                                                                             |
| 2014 | Lightning Returns: Final Fantasy XIII       | Snow Villiers |
| 2014 | Infamous Second Son                         | Delsin Rowe |
| 2014 | WildStar                                    | Deadeye Brightland, Kevo, Exiled Male                                                                               |
| 2014 | Transformers: Rise of the Dark Spark        | Jazz, Jetfire, Kickback                                                                                             |
| 2014 | Lichdom: Battlemage                         | Dragon |
| 2014 | Disney Infinity series                      | Hawkeye, Loki |
| 2014 | Middle-earth: Shadow of Mordor              | Talion |
| 2014 | Call of Duty: Advanced Warfare              | Jack Mitchell |
| 2014 | Lego Batman 3: Beyond Gotham                | Batman, Batman of Zur-En-Arrh, Batman (Terry McGinnis), Music Meister, Atom, Hush, Killer Moth, Red Hood, Trickster |
| 2014 | World of Warcraft: Warlords of Draenor      | Gul'dan |
| 2014 | Far Cry 4                                   | Pagan Min |
| 2014 | Tales from the Borderlands                  | Rhys, Tommy |
| 2014 | The Crew                                    | Alex Taylor |
| 2015 | Infinite Crisis                             | Superman |
| 2015 | Mortal Kombat X                             | Erron Black, Fujin, Shinnok                                                                                         |
| 2015 | Lego Jurassic World                         | Velociraptor Handler                                                                                                |
| 2015 | Batman: Arkham Knight                       | Jason Todd / Arkham Knight / Red Hood, Two-Face                                                                     |
| 2015 | Metal Gear Solid V: The Phantom Pain        | Ocelot |
| 2015 | LEGO Dimensions                             | Batman, Two-Face, Honest Joe Statler                                                                                |
| 2015 | Halo 5: Guardians: Hunt the Truth           | Anthony Petrosky |
| 2016 | Uncharted 4: A Thief's End                  | Sam Drake |
| 2016 | Batman: The Telltale Series                 | Bruce Wayne / Batman, Thomas Wayne                                                                                  |
| 2016 | Master of Orion: Conquer the Stars          | Klackon Advisor, Psilon Emperor, Gnolam Emperor                                                                     |
| 2016 | World of Warcraft: Legion                   | Gul'dan |
| 2016 | Batman: Arkham VR                           | Jason Todd |
| 2016 | World of Final Fantasy                      | Snow Villiers |
| 2017 | Lone Echo                                   | ECHO ONE / "Jack"                                                                                                   |
| 2017 | Batman: The Enemy Within                    | Bruce Wayne / Batman, Goon #3                                                                                       |
| 2017 | Uncharted: The Lost Legacy                  | Sam Drake |
| 2017 | Middle-earth: Shadow of War                 | Talion |
| 2018 | God of War                                  | Magni |
| 2019 | Dissidia Final Fantasy NT                   | Snow Villiers |
| 2019 | Mortal Kombat 11                            | Erron Black, Shinnok                                                                                                |
| 2019 | Catherine: Full Body                        | Vincent Brooks |
| 2019 | Death Stranding                             | Higgs |
| 2020 | The Last of Us Part II                      | Joel Miller |
| 2020 | Fortnite                                    | John Jones |
| 2020 | Avengers                                    | Bruce Banner |
| 2020 | Dirt 5                                      | Alex “AJ” Janiček                                                                                                   |
| 2020 | The Medium                                  | The Maw |
| 2020 | Per Aspera                                  | Nathan Foster |
| 2025 | Death Stranding 2: On the Beach             | Higgs |

### Televisieserie
| Jaar | Titel          | Rol   |
| ---- | -------------- | ----- |
| 2023 | The Last of Us | James |